# 国家国防動員委員会
国家国防動員委員会（こっかこくぼうどういんいいんかい、英語: National Defense Mobilization Commission）は、中華人民共和国の国家委員会。国防動員法に先立って設立されたが、法的根拠と権限は国防動員法の制定自体によって事後設定されている。

## 概要
中国共産党中央委員会、国務院及び国家中央軍事委員会の指導下として1994年11月に設置。　2005年11月に、「国家国防法草案」を審議し関係各省、地方などの「国防動員委員会」と意見集約、調整の後に中央軍事委員会に提出。審議と意見集約の後、2010年2月26日の法案成立によって「国家国防動員委員会」の全国の国防動員業務の組織化、調整等に責任を負うことなどが決定した。有事の際には、軍の要望を受けて徴兵や兵站物資（政府組織、全企業、全国民および全ての外国人が保有する資金、資源、その他あらゆるもの）の供出の実現のため、各地方や省庁と調整する役割を担い、平時においては国防動員準備業務を実施すると策定されている。

## 第12期(現任)
主任
- 李克強（中共中央政治局常委、国務院総理）

副主任
- 楊晶（中共中央書記処書記、国務委員兼国務院秘書長）
- 常万全上将（中央軍委委員、国務委員兼国防部部長）

秘書長
- 孫建国海軍上将（中央軍委連合参謀部副参謀長、中国国際戦略学会会長）

## 第11期
主任
- 温家宝

副主任
- 梁光烈上将

秘書長
- 葛振峰